# Taiji
Taiji (tiếng Mông Cổ: ᠲᠠᠢᠢᠵᠢ, ᠲᠠᠢᠢᠽᠢ тайж), hay Thai cát (chữ Hán: 台吉), là một tước hiệu quý tộc Mông Cổ từ thế kỷ 16. Nhiều tài liệu cho rằng tước hiệu này bắt nguồn từ tước hiệu Thái tử của các vương triều Trung Quốc và lần đầu tiên được sử dụng cho các quý tộc Mông Cổ thuộc dòng dõi thừa kế của Batumöngke Dayan Khan (1480 -1517). Tước hiệu ban đầu đồng nghĩa với tước vị Khung Taiji, tuy nhiên từ sau thế kỷ 15, nó chỉ còn ý nghĩa tước hiệu của các hoàng tử thuộc bộ tộc Oirat.